# Twila Paris
Twila Inez Paris Wright (* 28. Dezember 1958 in Fort Worth, Texas) ist eine US-amerikanische Sängerin, Liedermacherin, Pianistin und Autorin. Sie ist erfolgreiche Vertreterin christlicher Popmusik. Lieder, die sie gesungen oder geschrieben hat, werden in der ganzen Welt während kirchlicher Veranstaltungen gesungen. Sie wird oft mit der Liederdichterin Fanny Crosby verglichen.

## Leben
Paris wurde als eines von vier Kindern des Ehepaars Oren Paris II. und Rachel Inez Paris am 28. Dezember 1958 in Fort Worth, Texas, geboren. Sie wuchs in Elm Springs in Arkansas auf. Paris Familie hatte sehr engen Bezug zum Christentum. Bereits ihre Großeltern missionierten und zogen als Wanderprediger durch Arkansas. Ihre Großmutter schrieb Lieder für evangelistische Veranstaltungen und auch ihr Vater war Musiker.
Bereits im Alter von zwei oder drei Jahren begann sie sich eigene Lieder auszudenken und zu singen. Als Sechsjährige begann Paris mit dem Klavierspielen. Mit zwölf Jahren schrieb sie auf Anweisung ihres Vaters als Hausaufgabe ihr erstes Lied. Obwohl Paris das Lied selbst als schlecht bezeichnet, gab es ihr doch das Wissen um ihre Fähigkeit Lieder schreiben zu können. Mit 17 schrieb sie ihren ersten richtigen Song Morning Sunshine. Ihre Karriere begann 1981 richtig, als sie ihr erstes komplettes Album Knowin’ You’re Around veröffentlichte. In den 1980ern und 90ern spielte sie eine führende Rolle in der Lobpreis- und Anbetungsmusik. 1992 erhielt sie ihren ersten Dove Award für ihr Album Sanctuary. In den folgenden (1993–95) Jahren erhielt sie dreimal nacheinander den Dove Award als beste Sängerin des Jahres und 1995 außerdem noch den Dove Award für den besten Song des Jahres. Ihr bisher letztes Albumg Small Sacrifice erschien im Dezember 2007.
Heute lebt Paris mit ihrem Mann Jack Wright in Fayetteville in Arkansas. Sie haben einen Sohn.

## Diskografie

### Studioalben
| Jahr | Titel                                           | Höchstplatzierung, Gesamtwochen, AuszeichnungChartplatzierungen (Jahr, Titel, Platzierungen, Wochen, Auszeichnungen, Anmerkungen) | Höchstplatzierung, Gesamtwochen, AuszeichnungChartplatzierungen (Jahr, Titel, Platzierungen, Wochen, Auszeichnungen, Anmerkungen) | Anmerkungen |
| Jahr | Titel                                           | US | Christ | Anmerkungen |
| ---- | ----------------------------------------------- | --- | --- | ----------- |
| 1981 | Knowin’ You’re Around                           | — | — |             |
| 1982 | Keepin’ My Eyes on You                          | — | — |             |
| 1984 | The Warrior Is a Child                          | — | Christ8 (65 Wo.)Christ |             |
| 1985 | Kingdom Seekers                                 | — | Christ13 (25 Wo.)Christ |             |
| 1987 | Same Girl                                       | — | Christ6 (53 Wo.)Christ |             |
| 1988 | For Every Heart                                 | — | Christ6 (65 Wo.)Christ |             |
| 1990 | Cry for the Desert                              | — | Christ2 (49 Wo.)Christ |             |
| 1991 | Sanctuary                                       | — | Christ4 (47 Wo.)Christ |             |
| 1993 | Beyond a Dream                                  | — | Christ1 (80 Wo.)Christ |             |
| 1996 | Where I Stand                                   | US87 (9 Wo.)US | Christ3 (57 Wo.)Christ |             |
| 1998 | Perennial: Songs for the Season of Life         | US129 (4 Wo.)US | Christ5 (30 Wo.)Christ |             |
| 1999 | True North                                      | US112 (5 Wo.)US | Christ5 (20 Wo.)Christ |             |
| 2001 | Bedtime Prayers, Lullabies and Peaceful Worship | — | — |             |
| 2003 | House of Worship                                | — | Christ28 (5 Wo.)Christ |             |
| 2007 | Small Sacrifice                                 | — | — |             |

### Livealben
- 2005: He Is Exalted: Live Worship

### Kompilationen
| Jahr | Titel                | Höchstplatzierung, Gesamtwochen, AuszeichnungChartsChartplatzierungen (Jahr, Titel, Platzierungen, Wochen, Auszeichnungen, Anmerkungen) | Anmerkungen |
| Jahr | Titel                | Christ | Anmerkungen |
| ---- | -------------------- | --- | ----------- |
| 1992 | Heart That Knows You | Christ4 (67 Wo.)Christ |             |
| 2001 | Greatest Hits        | Christ21 (6 Wo.)Christ |             |

Weitere Kompilationen
- 1996: The Early Years
- 2000: Signature Songs
- 2001: Greatest Hits: Time & Again
- 2004: 8 Great Hits
- 2005: Simply
- 2006: Ultimate Collection
- 2012: God Shed His Grace
- 2014: 20th Century Masters – The Millennium Collection

### Weihnachtsalben
| Jahr | Titel              | Höchstplatzierung, Gesamtwochen, AuszeichnungChartsChartplatzierungen (Jahr, Titel, Platzierungen, Wochen, Auszeichnungen, Anmerkungen) | Anmerkungen |
| Jahr | Titel              | Christ | Anmerkungen |
| ---- | ------------------ | --- | ----------- |
| 1989 | It’s The Thought   | Christ15 (19 Wo.)Christ |             |
| 1993 | Celebrate the Gift | Christ18 (1 Wo.)Christ |             |

### Extended Plays
| Jahr | Titel       | Höchstplatzierung, Gesamtwochen, AuszeichnungChartsChartplatzierungen (Jahr, Titel, Platzierungen, Wochen, Auszeichnungen, Anmerkungen) | Anmerkungen |
| Jahr | Titel       | Christ | Anmerkungen |
| ---- | ----------- | --- | ----------- |
| 1995 | Time Is Now | Christ25 (3 Wo.)Christ |             |

Weitere EPs
- 2014: Hymns

### Singles
| Jahr | Titel Album                                | Höchstplatzierung, Gesamtwochen, AuszeichnungChartsChartplatzierungen (Jahr, Titel, Album, Platzierungen, Wochen, Auszeichnungen, Anmerkungen) | Anmerkungen |
| Jahr | Titel Album                                | Christ | Anmerkungen |
| ---- | ------------------------------------------ | --- | ----------- |
| 2003 | We Bow Down Greatest Hits                  | Christ23 (6 Wo.)Christ |             |
| 2004 | God of All House of Worship                | Christ23 (19 Wo.)Christ |             |
| 2005 | Days of Elijah He Is Exalted: Live Worship | Christ28 (8 Wo.)Christ |             |

## Bibliografie
- Making A Christmas Memory (1990) (mit Jeanie Price)
- In This Sanctuary: An Invitation To Worship The Savior (1993) (mit Dr. Robert Webber)
- Celebrate The Gift of Jesus Every Day (1993, 1994)
- Perennial: Mediations For The Seasons Of Life (1998)
- Bedtime Prayers and Lullabies (2001)

## Auszeichnungen
Paris hat insgesamt zehn Dove Awards bekommen:
| Jahr | Kategorie                            | Album |
| ---- | ------------------------------------ | --- |
| 1992 | Praise and Worship Album of the Year | Sanctuary Twila Paris; Richard Souther; Star Song |
| 1993 | Female Vocalist of the Year          | |
| 1994 | Female Vocalist of the Year          | |
| 1995 | Song of the Year                     | God is in Control Twila Paris; Ariose Music, Mountain Spring Music (ASCAP) |
| 1995 | Female Vocalist of the Year          | |
| 1996 | Special Event Album of the Year      | My Utmost For His Highest Amy Grant, Gary Chapman, Michael W. Smith, Point Of Grace, 4HIM, Cindy Morgan, Sandi Patty, Bryan Duncan, Steven Curtis Chapman, Twila Paris, Phillips, Craig & Dean; Loren Balman, Brown Bannister; Myrrh/Word                        |
| 1997 | Special Event Album of the Year      | Tribute – The Songs Of Andrae Crouch Cece Winans, Michael W. Smith, Twila Paris, Bryan Duncan, Wayne Watson, The Winans, Clay Crosse, Take 6, The Brooklyn Tabernacle Choir, First Call, Andrae Crouch And The All Star Choir; Norman Miller, Neal Joseph; Warne |
| 1998 | Special Event Album of the Year      | God With Us – A Celebration Of Christmas Carols & Classics Anointed, Michael W. Smith, Twila Paris, Sandi Patty, Steven Curtis Chapman, Chris Willis, Steve Green, Cheri Keaggy, Avalon, Out Of The Grey, Ray Boltz, Clay Crosse, Cece Winans, Larnelle Harris;  |
| 1999 | Long Form Music Video of the Year    | My Utmost For His Highest – The Concert Cindy Morgan, Avalon, Twila Paris, Bryan Duncan, Sandi Patty, Steven Curtis Chapman; Nancy Knox; Clark Santee; Word Entertainment; Myrrh Records                                                                         |
| 2002 | Children’s Music Album of the Year   | Bedtime Prayers Lullabies And Peaceful Worship Twila Paris; John Hartley, Derald Daugherty; Sparrow |